# Laevilitorina delli
Laevilitorina delli är en snäckart som först beskrevs av Powell 1955.  Laevilitorina delli ingår i släktet Laevilitorina och familjen strandsnäckor. Inga underarter finns listade i Catalogue of Life.